# 赫恩敦 (弗吉利亚州)
赫恩敦是美国弗吉利亚州费尔法克斯县的一座城镇，属于華盛頓都會區。2020年的人口统计有24,655人，是该县三个建制镇中最大的一个。

## 地理
赫恩敦所处的海拔为高于海平面110米（即361英尺），而该地所采用的时区为UTC-5，即北美东部时区（EST）。 同时该地设有夏令时间，为UTC-5调快一小时，即UTC-4（EDT）。
根据美国人口普查局的数据，该镇总面积为10.9平方公里（4.2平方英里），全部为陆地。 严格来说，该镇有两英亩多的土地属于临近的劳登县。

## 历史
1858 年，早期定居点以美国海军探险家、《亚马逊河谷探险》一书的作者威廉·刘易斯·赫恩登 (William Lewis Herndon) 指挥官的名字命名为赫恩登 (Herndon)。 赫恩登 (Herndon) 船长驾驶命运多舛的轮船中美洲号(SS Central America) 与他的船一起沉没，同时帮助拯救了超过 150 名乘客和船员。 1870 年代，许多北方士兵及其家人利用温和的气候和低廉的土地价格来到该地区定居。

## 经济

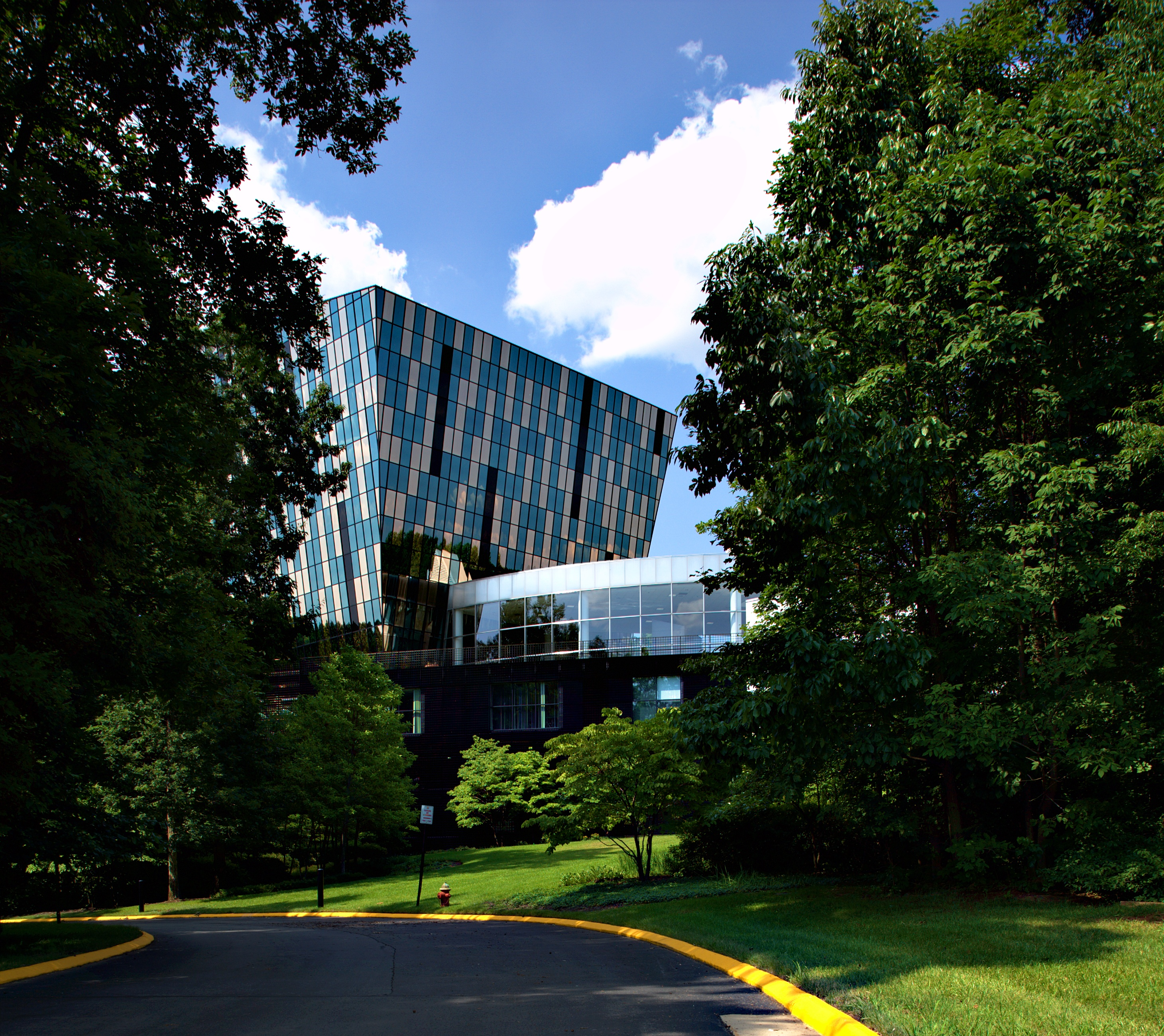
创新技术中心（The Center for Innovative Technology）大楼, 位于赫恩登和杜勒斯机场之间

赫恩登是杜勒斯技术走廊的一部分，是AOL、XO Communications、Stride, Inc.、Verizon Business、Network Solutions等公司的总部所在地。

## 政府
该镇是弗吉尼亚州的一个建制城镇，由兼职当选的市长和镇议会管理。